# Profil
Profil — французская поп-группа, созданная специально для участия на конкурсе песни Евровидение 1980.
В состав коллектива входили Мартин Аве (фр. Martine Havet), Мартин Бауэр (фр. Martine Bauer), Франсис Риньо (фр. Francis Rignault), Жан-Клод Корбель (фр. Jean-Claude Corbel) и Жан-Пьер Избински (фр. Jean-Pierre Izbinski).
В 1980 году «Profil» представляли свою страну на Евровидении с песней «Hè Hé M’sieurs dames», финишировавшей одиннадцатой (45 баллов).
Группа прекратила своё существование после Евровидения. Ряд бывших участников коллектива продолжили сольные выступления или начали актёрские карьеры.